# Drempeleffect
Een drempeleffect is de benaming voor het verschijnsel waarbij een effect enkel optreedt nadat de waarde van een gerelateerde variabele een bepaalde kritische waarde bereikt, de zogenaamde drempel. Een drempeleffect is daarmee een niet-lineaire relatie.
De term verwijst naar het risico op overstromingen: tijdens een overstroming ondervindt een huis (voor de eenvoud zonder kelder) geen tot weinig impact of schade zolang het waterpeil onder de drempel van het huis staat. Stijgt het peil boven die drempel, dan loopt het water in huis binnen. Vanaf dat moment is er een sterke toename van de impact en schade in het huis.

## Voorbeelden

### Illustratie uit depsychologie
De relatie tussen sensorische stimuli en respons hangt af van een drempel. Bij de laagste waarden kunnen proefpersonen de prikkels niet eens detecteren (de aanraking is te licht om te voelen, het geluid is te zacht om te horen, enz.), dus in dat lage bereik is er helemaal geen reactie en is er dus geen verband helemaal tussen stimuli en reactie. Bij het overschrijden van de detectiedrempel wordt echter een verband tussen de twee variabelen duidelijk. Hoe harder een proefpersoon wordt geknepen door een experimentator, hoe groter de pijnrespons van de proefpersoon. Onder de detectiedrempel geen relatie, maar boven de detectiedrempel een positieve relatie, een "drempeleffect".

### Illustratie uit degeneeskunde
De relatie tussen blootstelling aan toxines en weefselschade hangt af van een drempelwaarde. De relatie wordt gemeten door de dosis-responscurve, die gewoonlijk een  functie is boven een drempelwaarde en nul eronder. Bij de laagste waarden veroorzaken de meeste giftige stoffen helemaal geen schade, dus er is geen enkele relatie tussen blootstellingshoeveelheid en weefselschade. Onder de drempelwaarde voor dosistoxiciteit geen verband, maar boven de drempel een positief verband, een "drempeleffect". 

### Illustratie bijrampen
De schade die optreedt bij een stroomuitval is niet-linear. Korte periodes kunnen zonder veel schade worden overbrugd. Het is pas bij langere periodes, waarbij onontkeerbare effecten optreden, of noodgroepen uitvallen, dat de schade sterk toeneemt.